# 河原佳代子
河原 佳代子（かわはら かよこ、1963年7月29日 - ）は、日本の女性声優。81プロデュースに所属していた。

## 概要
山口県出身。『入院ボッキ物語 おだいじに!』では、ALI PROJECTの宝野アリカと共にエンディングテーマのボーカルを担当していたが、河原が出演した『緑山高校 甲子園編』では音楽を同じくALI PROJECTの片倉三起也が担当していた。

## 出演作品

### テレビアニメ
1988年
- 名門!第三野球部（魚谷奈保子）

1989年
- 昆虫物語 みなしごハッチ（1989年 - 1990年、カワゲラ、チリン、カメムシの子）

1990年
- 魔法のエンジェルスイートミント（女の子B）

1991年
- おちゃめなふたご クレア学院物語（グラディス・ヒルマン）
- おにいさまへ…（三年生B、一年生C、女生徒A、女性秘書）
- 機動警察パトレイバー（受付嬢）
- それいけ!アンパンマン（グリーンピース三兄弟A）
- ルパン三世 ナポレオンの辞書を奪え

### 劇場アニメ
1988年
- はれときどきぶた

### OVA
1987年
- 魔龍戦紀（岩滝智世）

1988年
- トップをねらえ!

1989年
- 独身アパートどくだみ荘II（女B）
- BE-BOY KIDNAPP'N IDOL（女の子たち）

1990年
- 緑山高校 甲子園編（ウグイス嬢）
- リカちゃん ふしぎな不思議なユーニア物語（少女）

1991年
- 入院ボッキ物語 おだいじに! ※エンディングテーマを担当
- 炎の転校生（女子学生B）

1992年
- 花平バズーカ（山田美人）

### 吹き替え
- 名探偵ポワロ 第25話 スペイン櫃の秘密

### CD
- サラウンドシアターソーサリアン暗黒の魔道士（アイリーナ）
- 魔界学園I 転校生編（女生徒）